# Estádio Brigadier General Estanislao López
O Estádio Brigadier General Estanislao López, também conhecido popularmente como El Cementerio de los Elefantes, é um estádio multiuso localizado na cidade de Santa Fé, capital da província de mesmo nome, na Argentina.[carece de fontes?] A praça esportiva, usada principalmente para o futebol, pertencente ao Colón, foi inaugurada em 9 de julho de 1946 e tem capacidade para cerca de 40 000 espectadores.

## História

### Inauguração
A compra do terreno do estádio foi autorizada por uma Assembléia Geral Extraordinária do clube em 6 de maio de 1938 e subsidiada pelo Governo da Província de Santa Fé. Após alguns atrasos, a inauguração finalmente aconteceu em 9 de julho de 1946, numa partida amistosa entre Colón (que participava até aquela ocasião apenas da Liga Santafesina de Fúbtbol) e Boca Juniors, vencida pelo último por 2–1.
O primeiro nome do estádio foi Eva Perón, em homenagem à então primeira-dama que apoiou a filiação do Colón à Associação do Futebol Argentino (AFA). Em 2 de abril de 1949, a iluminação da cancha foi inaugurada com uma vitória do Colón por 5–1 sobre o Huracán. Mas o nome "Eva Perón" durou pouco tempo, pois com a chegada da ditadura militar que derrubou Juan Domingo Perón, os nomes do presidente e de sua esposa foram proibidos. Com isso, o nome do estádio foi então alterado para Brigadier General Estanislao López.

### Origem do nome
O nome do estádio é uma homenagem à Brigadier Estanislao López, caudilho e militar argentino, governador da província de Santa Fé entre 1818 e 1838. O estádio é conhecido popularmente como "El Cementerio de los Elefantes", em alusão a dificuldade dos grandes times visitantes em obter sucesso nesta cancha.

### Reinauguração
O estádio do Colón foi reinaugurado em 2011, após um conjunto de grandes reformas que aumentaram sua capacidade, com o intuito de sediar jogos da Copa América de 2011 disputada na Argentina.